# Larisa Iordache
Larisa Iordache, född den 19 juni 1996 i Bukarest, Rumänien, är en rumänsk gymnast.
Hon tog OS-brons i damernas lagmångkamp i samband med de olympiska gymnastiktävlingarna 2012 i London.